# Neste
Neste (anteriormente Neste Oil) é uma empresa petrolífera finlandesa fundada em 2004 após a fusão da Neste com a Fortum Oil,  Ela produz, refina e comercializa produtos de petróleo e serviços de transporte e de engenharia.atualmente a companhia possui 1145 postos de gasolina e dos quais 819 estão na Finlândia e os demais estão no noroeste da Rússia, Estónia, Letónia, Lituânia e Polónia.